# Soft Cell
Soft Cell — британский синти-поп дуэт, состоящий из Марка Алмонда (вокал) и Дэвида Болла (клавишные). Группа имела огромную популярность в начале 80-х годов и во многом повлияла на последующие поколения музыкантов (влияние Soft Cell признают Antony and the Johnsons, The Dresden Dolls, Мэрилин Мэнсон и Nine Inch Nails). При этом популярность в США у дуэта обуславливается лишь одной песней — «Tainted Love», которая продержалась в чарте Billboard 43 недели. В Великобритании группа имеет десять синглов в Тор-40 (среди них «Bedsitter» (#4), «Say Hello, Wave Goodbye» (#3), «Torch» (#2), «What» (#3) и пр.), а также четыре альбома, достигших первую двадцатку чарта в период с 1981 по 1984 года. Soft Cell распались в 1984 году, но воссоединились спустя 17 лет, записав новый альбом.

## История

### Ранние годы
Soft Cell возникли в 1978 году, когда Алмонд и Болл познакомились в политехническом университете города Лидс. Их первой работой стал мини-альбом «Mutant Moments», вышедший в том же году; он является раритетом, так как было выпущено всего 2 тысячи его копий. Ранние выступления дуэта привлекли внимание некоторых звукозаписывающих лейблов — «Mute Records» и «Some Bizzare Records», продвигавших синти-поп исполнителей (одними из них были Depeche Mode). Следующая запись Soft Cell, песня «The Girl With The Patent Leather Face», была включена в сборник «Some Bizzare Album», помимо этого содержащий песни Depeche Mode, The The и Blancmange. Первые синглы дуэта — «A Man Can Get Lost» и «Memorabilia» — были продюсированы Дэниелом Миллером, основателем Mute Records. Несмотря на то что «Memorabilia» имела успех в ночных клубах, Soft Cell не были популярными.

### Tainted Love
После провала сингла «Memorabilia» в чартах, «Phonogram Records» разрешили Soft Cell выпустить второй сингл. Группа приняла решение записать кавер-версию песни 1964 года «Tainted Love», которая в оригинале была исполнена Глорией Джонс, и авторство которой принадлежит Эду Коббу.
Выпущенный в 1981 году, сингл «Tainted Love» достиг первого места в 17 странах мира, включая Великобританию, и восьмого в США, где установил рекорд по продолжительности пребывания в Billboard Hot 100 (43 недели). Двенадцатидюймовая версия сингла включала в себя также песню «Where Did Our Love Go» (оригинал принадлежит The Supremes)

### Non-Stop Erotic Cabaret
Дебютный альбом Soft Cell «Non-Stop Erotic Cabaret» вышел в декабре 1981 года. Он записывался в Нью-Йорке, где в то время всё большую популярность приобретали гей-клубы и наркотик экстази. Звучание пластинки отражает атмосферу тех лет, а тексты песен повествуют слушателям о порнографических кинотеатрах («Seedy Films»), скучной жизни («Frustration», «Secret Life») и ночных клубах («Bedsitter»). Благодаря успеху «Tainted Love», альбом получил большую популярность и одобрение критиков.
Вышедший одновременно сборник видеоклипов «Non-Stop Exotic Video Shows» вызвал скандал в Англии из-за ролика на песню «Sex Dwarf», в котором Алмонд и Болл, в роли кровавых мясников, вместе с обнажёнными актёрами и карликом устраивали настоящий беспредел. Клип был конфискован полицией и подвергнут цензуре. В переснятой версии одетый в смокинг Алмонд дирижировал симфоническим оркестром, состоявшим из карликов.
В 1982 году выходит мини-альбом «Non-Stop Estatic Dancing», содержащий всего 6 композиций — это были ремиксы на старые песни, а также новый сингл «What!». Позже Алмонд признался в том, что альбом был записан под действием наркотиков.

### Распад
Слава и употребеление наркотиков оказали плохое влияние на группу. Марк Алмонд создал собственный проект Marc And The Mambas, в котором принимали участие Мэтт Джонсон из The The и Энни Хоган. В 1983 году Soft Cell записали второй студийный альбом «The Art Of Falling Apart»; он достиг первой пятёрки британского чарта, однако успех синглов, выпущенных с него, был гораздо скромнее. Кроме того, дуэт принял участие в ещё одном скандале — их сингл «Numbers» был запрещён BBC из-за упоминания в тексте наркотиков.
В 1984 году была выпущена последняя пластинка Soft Cell «This Last Night In Sodom», по звучанию отличавшаяся от предыдущих наличием живых барабанов и гитар. Впрочем, тематика песен оставалась такой же скандальной, как и прежде (например, песня «L'Esqualita» восхваляла трансвеститов).
В том же году Soft Cell распались. В 1986 году вышел «The Singles».

### Сольная карьера
Несмотря на распад группы, Алмонд и Болл продолжали сотрудничать. В 1990 году Дэвид сделал ремикс на песню Алмонда «Waifs And Strays» и был соавтором и аранжировщиком композиций для альбома Марка «Tenement Symphony».

### Воссоединение
Soft Cell воссоединились в 2001 году для того, чтобы дать несколько концертов. Они выступили на открытии одного из ночных клубов в Лондоне в марте этого же года, за которым последовал небольшой тур. Новая песня «God Shaped Hole» вышла на сборнике «Some Bizzare», а в конце 2002 года состоялся релиз альбома Cruelty Without Beauty. Интересно, что одна из композиций альбома — «The Night» — была написана в 1981 году и могла выйти синглом вместо «Tainted Love». В интервью программе «Top Of The Pops» Дэвид Болл сказал: «История показала, что наш выбор был правильным».
В 2008 году вышел сборник ремиксов Heat.

## Дискография
| Год  | Название                 |
| ---- | ------------------------ |
| 1981 | Non-Stop Erotic Cabaret  |
| 1983 | The Art Of Falling Apart |
| 1984 | This Last Night In Sodom |
| 2002 | Cruelty Without Beauty   |